# Ghund
Ghund fou un estat tributari protegit, feudatari de Keonthal, avui a Himachal Pradesh i abans part del govern del Panjab. La superfície era de 72 km² (o 8 km²) i la població el 1901 de 1.927 habitants. Pagava un tribut de 250 rúpies a Keonthal. Thakur Bishan Singh governava al començar el segle xx. L'estat era feudatari de Keonthal per sanad del setembre de 1815. Els ingressos vers 1880 eren de 100 lliures.